# Belozersk
Belozersk (Russisch: Белозерск; ook wel verouderd Белозёрск, Belozjorsk) is een stad in de Russische oblast Vologda (Noordwestelijk Federaal District) en het bestuurlijk centrum van het district Belozerski. Het ligt op 214 kilometer ten noordwesten van Vologda en 114 kilometer ten noorden van Tsjerepovets op de zuidoever van het Belojemeer ten westen van het Wolga-Oostzeekanaal en 20 kilometer ten westen van de instroom van de Sjeksja.
In de buurt van de stad liggen vele oude kloosters, zoals het Kirillo-Belozerski klooster en het Ferapontovklooster.

## Geschiedenis
De plaats werd het eerst genoemd in de Nestorkroniek uit 862 als de stad Beloozero ("Wit meer") van de Varagische vorst Sineus (toen nog liggend aan de andere zijde van het Belajameer bij het dorp Kisnema). Het was een van de vijf oorspronkelijke Rus-steden (de anderen waren Ladoga (het huidige Staraja Ladoga), Novgorod, Polotsk en Rostov).
De stad was een van handelssteden, die door de Rus werden aangedaan op de Handelsroute over de Wolga naar Bagdad.
Handel werd gedreven, richting Bagdad, in was, barnsteen, honing en slaven en ze kwamen terug met o.a. zijde.
Het was eerst onderdeel van de Republiek Novgorod en daarna van Vladimir-Soezdal, tot in 1207 het vorstendom Rostov werd afgescheiden van Vladimir-Soezdal. In 1238 werd Beloozero de hoofdstad van het onafhankelijke vorstendom Belozersk. In 1352 werd de stad getroffen door een pestepidemie, waarnaar de stad werd verplaatst naar de monding van de Sjeksjarivier bij het dorp Krotsjino (op 20 kilometer van de huidige locatie) om van 1363 tot 1364 terug te worden verplaatst naar haar oorspronkelijke positie. In 1380 waren de inwoners van Beloozero onder de eersten die gehoor gaven aan de oproep van de Moskovische vorst Dimitri Donskoi om Mamai, een militaire bevelhebber van de Gouden Horde, terug te slaan. Bij de Slag op het Koelikovo-veld werden de Beloozerose troepen echter vernietigd en de prinsen van het vorstendom gedood.
In 1389, kort na de slag, werden de stad en het vorstendom ingelijfd door het Grootvorstendom Moskou als apanage. Tijdens de Mongoolse invasie in Rusland wist de stad buiten het bereik van de Gouden Horde te blijven dankzij haar ligging in het dichtbeboste merengebied van Noord-Europees Rusland en huisvestte vele vluchtelingen uit het bezette zuidelijkere deel van Rusland. In 1486 werd Beloozero het bestuurlijk centrum van de oejezd Beloozerski en werd het een versterkte plaats in het noorden van Moskovië. Op bevel van grootvorst Ivan III werd een 30-meter hoge aarden wallen met daarbovenop een houten palissade aangelegd met acht torens, wat dienstdeed als het kremlin van de stad. In de 15e en 16e eeuw beleefde de stad haar bloeitijd en werd Beoozero een handels- en ambachtscentrum waar goederen uit Tver, Novgorod, de invloedrijke kloosters uit het zuiden en de nederzettingen uit het verre noorden werden verkocht. In deze periode werd de stad geleidelijk uitgebreid en opgesierd met stenen kerken. Tijdens Ivan IV werd de plaats een verbanningsoord voor politieke tegenstanders.
In 1586 werd Archangelsk gesticht aan de Witte Zee en verplaatste de hoofdhandelsroute zich naar het oosten; over de Soechona en Noordelijke Dvina, waardoor de stad sterk aan belang verloor. In de 17e eeuw werd de stad zwaar verwoest door Pools-Litouwse troepen. In 1719 werd Beloozero het bestuurlijk centrum van een district binnen het gouvernement Sint-Petersburg en in 1776 werd het onderdeel van de namestnitjestvo Novgorod
In 1777 kreeg het de status van stad onder rajonjurisdictie en kreeg het de huidige naam Belozersk. Met het openen van het Belozerski-kanaal in 1846, die als onderdeel van de Marinski waterweg een verbinding vormde tussen het Belojemeer en het Onegameer en daarmee het Wolga-gebied en de Soechona verbond met de Finse Golf, verkreeg de stad opnieuw een belangrijke positie, ditmaal vooral in de houtindustrie en de vlotterij.
Na de Tweede Wereldoorlog werd het Wolga-Oostzeekanaal aangelegd als vervanging van deze route, waardoor de stad niet langer aan de hoofdroute ligt. Tot het midden van de 20e eeuw bleef Belozersk een typische landbouwplaats en bedroeg de urbane bevolking slechts 16% van de totale districtsbevolking.

## Economie
De belangrijkste economische sectoren in de stad zijn de levensmiddelenproductie en de houtindustrie. Er bevinden zich meerdere zaagmolens en houtverwerkende bedrijven.
| 1897  | 1926  | 1959   | 1970   | 1979   | 1989   | 2002   |
| ----- | ----- | ------ | ------ | ------ | ------ | ------ |
| 5.000 | 7.000 | 10.400 | 12.100 | 12.200 | 12.300 | 11.000 |

## Bezienswaardigheden

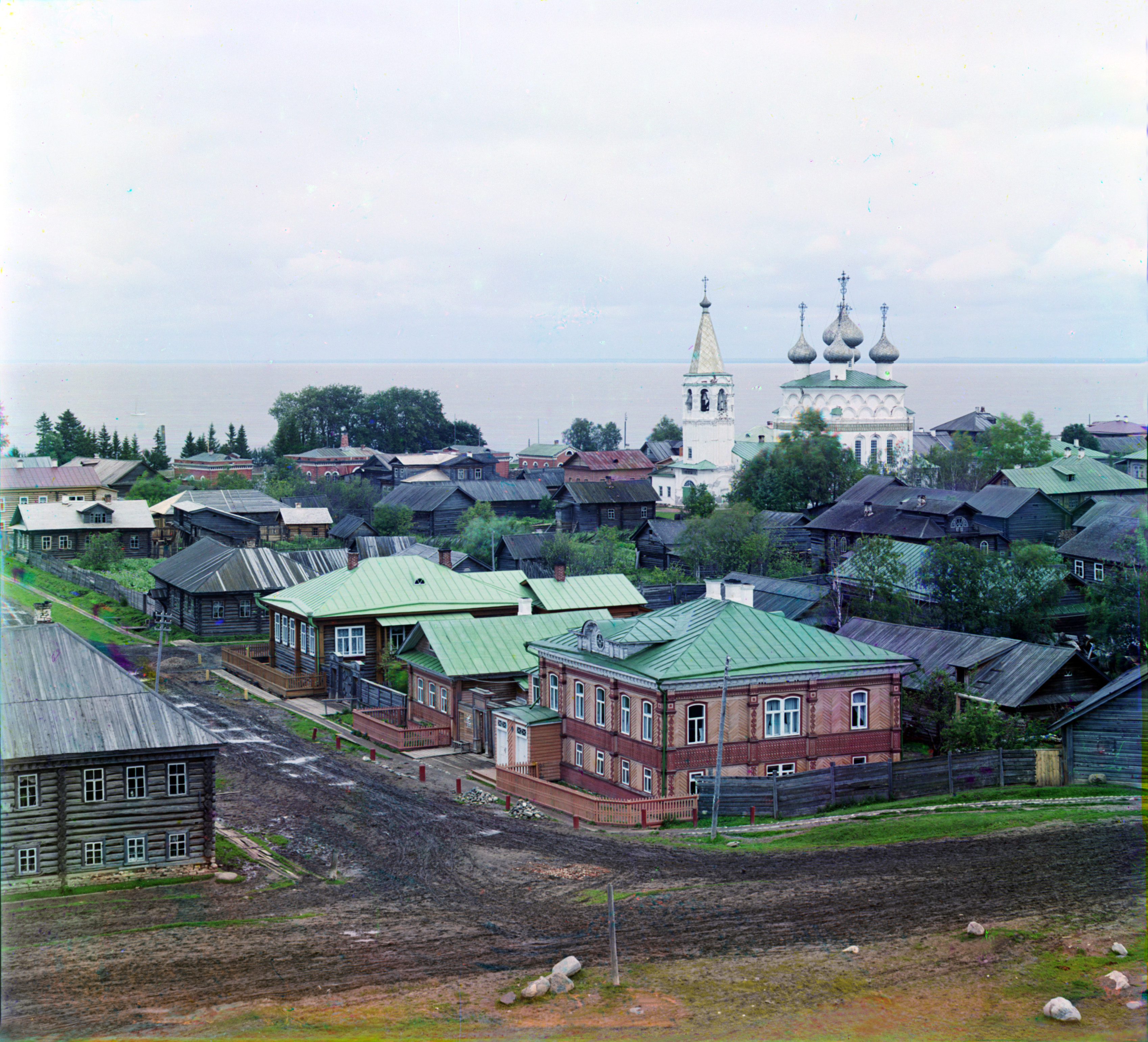
Gezicht op Belozersk vanaf de stadswal. Foto: Prokoedin-Gorski (1909).

Het kremlin in het stadscentrum bezit nog een van de aarden wallen, maar is geen dertig meter hoog meer en heeft ook geen houten palissadewand meer. Binnen het bastion werd tussen 1668 en het einde van de jaren 70 van de 17e eeuw de Verlosser-Verheerlijkingskathedraal (Спасо-Преображенский собор) gebouwd met een barok interieur. Het oudste stenen bouwwerk van de stad is de van 1553/1554 tot rond 1570 door bouwmeesters uit Rostov Veliki gebouwde Maria-Hemelvaart Kathedraal (Успенский собор), waarbinnen zich onder andere het kostbare, in de 2e helft van de 13e eeuw gemaakte, icoon van de Moeder van God van Belozersk (Икона Богоматери Белозерской) bevindt. Andere belangrijke gedenktekens zijn de tussen 1690 en 1696 gebouwde Kathedraal van de profeet Elia (Ильинская церковь), de tussen 1716 en 1723 gebouwde Kathedraal van de Barmhartige Verlosser (Церковь Всемилостивого Спаса) en het Belozerski Kanaal, die tussen de stad en het Belojemeer loopt en daar is afgedamd. Buiten de stad bevinden zich onder andere het Kirillo-Belozerski Klooster en het Ferapontov-klooster.

## Zustersteden
- Skien (Noorwegen)

In 2001 werd de stad vanwege haar historische betekenis als handelspartner van de steden in het noorden opgenomen in de "Nieuwe Hanze".
Bestuurlijk centrum: Vologda

Babajevo · Belozersk · Charovsk · Grjazovets · Kadnikov · Kirillov · Krasavino · Nikolsk · Oestjoezjna · Sokol · Totma · Tsjagoda · Tsjerepovets · Veliki Oestjoeg · Vytegra